# Quercus kotschyana
Quercus kotschyana — вид рослин з родини Букові (Fagaceae); ендемік Лівану.

## Середовище проживання
Ендемік Лівану. 
Знайдений на західних схилах північних ліванських гір. Дерева рідко трапляються ізольованими або згрупованими в невеликі скупчення або у відкритих лісах. Він не пов'язаний з жодним видом Quercus, що робить його проживання відмінним від усіх інших ліванських дубів. Висота зростання: 1650–1950 м.